# Armillaria camerunensis
Armillaria camerunensis là một loài nấm trong họ Physalacriaceae. Loài này phân bố ở Africa.